# The Finer Things (film 1913)
The Finer Things è un cortometraggio muto del 1913 diretto da Allan Dwan

## Produzione
Il film fu prodotto dall'American Film Manufacturing Company come Flying A.

## Distribuzione
Distribuito dalla Mutual Film, il film - un cortometraggio in una bobina - uscì nelle sale cinematografiche USA il 17 febbraio 1913 mentre nelle sale britanniche uscì il 12 aprile 1913.